# Dhol Saxum
Il Dhol Saxum è una struttura geologica della superficie di 65803 I Dimorphos.